# Троубридж
Тро̀убридж (на английски: Trowbridge, [ˈtroʊbrɪdʒ]) е град в югозападна Англия, административен център на графство Уилтшър. Населението му е около 33 000 души (2011).
Разположен е на 58 метра надморска височина в Долината на Ейвън, на 31 километра югоизточно от Бристъл и на 40 километра северозападно от Солсбъри. Селището се споменава за пръв път през X век, през Средновековието е пазарен град, а в края на XVIII век се превръща в регионален център на текстилната промишленост.

## Известни личности
Родени в Троубридж
- Алън Бълок (1914 – 2004), историк
- Стивън Лий (р. 1974), играч на снукър